# سيني دينج
سيني تيموثي دينغ (من مواليد 23 نوفمبر 1994) هو لاعب كرة قدم سنغالي محترف يلعب كحارس مرمى لنادي كوينز بارك رينجرز. ولد في سويسرا، ويمثل المنتخب السنغالي.